# Metodo (calcio)
Il metodo (2-3-2-3), detto anche WW, è un modulo di gioco del calcio ideato contemporaneamente da Carlo Carcano e Vittorio Pozzo, commissari tecnici dell'Italia tra le due guerre.

## Storia

### Dallapiramidealmetodo
Fino agli anni trenta la tattica più diffusa nel calcio era stata la cosiddetta piramide di Cambridge, cioè un 2-3-5 a forma di piramide rovesciata che aveva il suo vertice nel portiere. L'ideazione di questo schema è attribuita alla squadra del noto college britannico, mentre il suo lancio è dovuto al Blackburn, che lo applicò per la prima volta negli anni novanta dell'Ottocento vincendo cinque coppe d'Inghilterra. Per oltre un trentennio questo modulo conobbe ininterrotta fortuna nelle isole britanniche e, di riflesso, nel mondo intero. Quindi si può affermare che da una costola della Piramide nacque il Metodo, sviluppatosi con l'accentramento dei terzini e il loro avanzamento in funzione della tattica del fuorigioco. Il fulcro era il centromediano, il "Wunderteam" austriaco il primo dei grandi interpreti.

### Metodo vs. sistema
Quando, nel 1925, venne modificata la regola del fuorigioco (il numero di giocatori che tenevano in gioco un attaccante passò da tre a due) i due difensori della tattica piramidale iniziarono a trovarsi a mal partito. Per ovviare a questo inconveniente ebbero origine simultaneamente il sistema o 'WM', praticato dall'Arsenal di Herbert Chapman e il metodo, i cui padri sono comunemente identificati in Vittorio Pozzo e nel suo amico e rivale Hugo Meisl, per venticinque anni allenatore della nazionale austriaca.

Vittorio Pozzo

Vittorio Pozzo riteneva che il metodo esaltasse le peculiarità degli italiani, in quanto portava ad un gioco meno fisico rispetto al sistema e, per certi versi, meno accademico, caratterizzato invece da una robusta difesa e rapidi contropiede. Infatti, mentre le squadre "sistemiste" raccoglievano applausi per l'eleganza dei loro giocatori, che costruivano la manovra tessendo una fitta ragnatela di brevi passaggi, le squadre "metodiste" erano più opportuniste e, spesso, concrete. Lanci lunghi che partivano dai difensori o dal centromediano giungevano ai centrocampisti avanzati o alle ali. Queste ultime, rapidamente, servivano l'attaccante che finalizzava la manovra.
A favore del metodo parlano le numerose vittorie in campo internazionale ottenute negli anni Trenta dalle squadre che lo praticavano, sia a livello di équipe nazionali, sia a livello di club: basti citare la nazionale italiana, che spadroneggiò letteralmente lungo tutto il decennio, il Bologna, due volte vincitore della Mitropa Cup, soprannominato "la squadra che tremare il mondo fa", e in campo nazionale la Juventus degli anni '30, nel cosiddetto Quinquennio d'oro, in cui vinse cinque campionati consecutivi.
I detrattori di questo modulo ritenevano che fosse meno elastico del coevo sistema e, soprattutto, meno elegante, giacché le squadre inglesi (e quelle mitteleuropee) giocavano con la palla rasoterra facendo mostra di una buona tecnica di palleggio. Mancava in ogni caso una prova definitiva, in quanto la maggiore esponente delle squadre sistemiste, l'Inghilterra, non aveva preso parte a nessuna delle competizioni internazionali vinte dall'Italia.

### Il tramonto del metodo
Quello tra metodisti e sistemisti fu probabilmente il primo grande dibattito tra differenti filosofie calcistiche in Italia. Il calcio nostrano, comunque, fu molto restio ad abbandonare il metodo, che aveva portato i due allori mondiali (1934 e '38), l'oro olimpico (1936) e due Coppe Internazionali (1930 e 1935) (l'equivalente del Campionato europeo per nazioni negli anni tra le due guerre).
Come avviene spesso, il sistema entrò in Italia sulla scorta del successo di una singola squadra, il Grande Torino. Il Torino dal 1942-1943 applicò sistematicamente questo modulo, risultando vincitore di cinque scudetti consecutivi (il quinto assegnato di ufficio dopo la tragedia di Superga, ma in un campionato che fino a quel momento era stato dominato dal Torino).
Il declino del metodo vide, simultaneamente, l'uscita di scena del suo ideatore: Vittorio Pozzo, considerato un allenatore passatista e troppo compromesso con i successi del passato regime fascista si dimise dal suo incarico di CT nel 1948, all'apice del successo del sistema e dopo quasi vent'anni passati sulla panchina della nazionale.

## La tattica

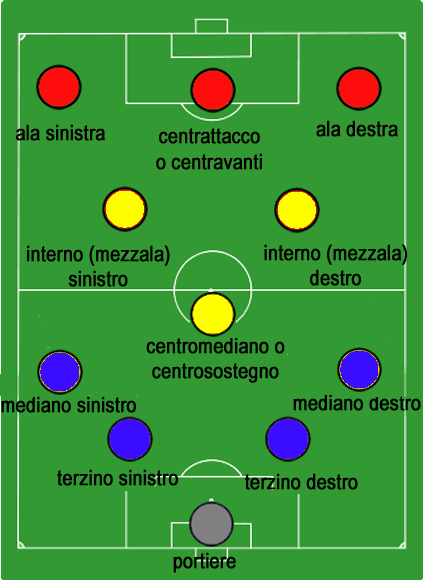
Schema del Metodo

Lo schema tattico di base è basato nella piramide di Cambridge con due difensori arretrati (i terzini) che avevano il compito di presidiare gli attacchi portati centralmente dalla squadra avversaria. Il primo era chiamato "di volata", in quanto si occupava di marcare direttamente l'attaccante avversario, in genere il centrattacco, mentre il secondo veniva denominato "di posizione" perché aveva il compito di presidiare l'area di rigore ed accorrere in sostegno del difensore in difficoltà: si trattava di una sorta di libero ante litteram. Il compito di controllare le ali spettava ai due mediani laterali, che potevano talora sostenere i centrocampisti, in fase di attacco. Il cardine della manovra era il giocatore centrale posto dinnanzi alla difesa, detto centromediano metodista, che era il "regista arretrato" della squadra.
Infine, l'arretramento verso la mediana dei due inside forward, gli "attaccanti interni" della piramide (detti anche "mezze ali") dava origine ad una formazione del tipo 2-3-2-3, o "WW", poiché ripeteva sul campo la forma di queste lettere. In questo modo si creava di fatto una superiorità numerica a centrocampo: la difesa risultava più protetta e i contrattacchi risultavano più rapidi ed efficaci.

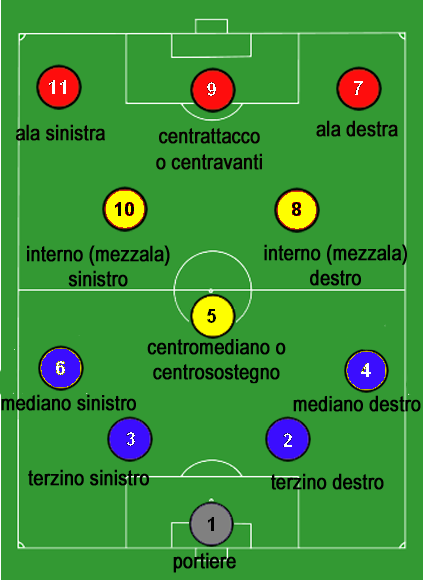
I numeri a posteriori secondo le regole

Meisl si mostrò propenso ad applicare una versione dinamica del metodo, basata sul frequente scambio di ruolo tra giocatori e sui passaggi rasoterra, dando di fatto origine ad un ibrido con il "sistema". Pozzo rimase invece legato alla versione "pura" della sua tattica, dichiarandosi sempre decisamente contrario all'introduzione dello schema inglese, che egli riteneva troppo impegnativo e dispendioso dal punto di vista atletico, e per questo poco adatto alle caratteristiche ed allo stile degli italiani. In fase offensiva le due mezze ali cercavano l'inserimento, mentre le ali arretrate (oggi terzini) salivano, diventando così una Piramide (2-3-5), mentre in fase difensiva, le ali arretravano come i mediani esterni, creando così una difesa a quattro. Se le mezze ali arretravano, il gioco diventava un 4-3-2-1, se restavano alte, un 4-1-4-1. Se l'allenatore voleva tenere la squadra corta, attaccando e difendendo allo stesso tempo, poteva diventare un 4-3-3.

## Squadre che hanno utilizzato il metodo
Tra le squadre che guadagnarono alcuni successi giocando con il metodo:
- L'Italia vincitrice dei Mondiali 1934 e Mondiali 1938, della medaglia d'oro alle Olimpiadi 1936 e della Coppa Internazionale nel 1930 e 1935.
- Il Bologna vincitore di 6 scudetti negli anni venti e trenta e di 2 Mitropa Cup nel 1932 e 1934.
- La Juventus del Quinquennio d'oro, vincitrice di 5 scudetti consecutivi dal 1931 al 1935.